# Carlos Curbelo (Politiker)

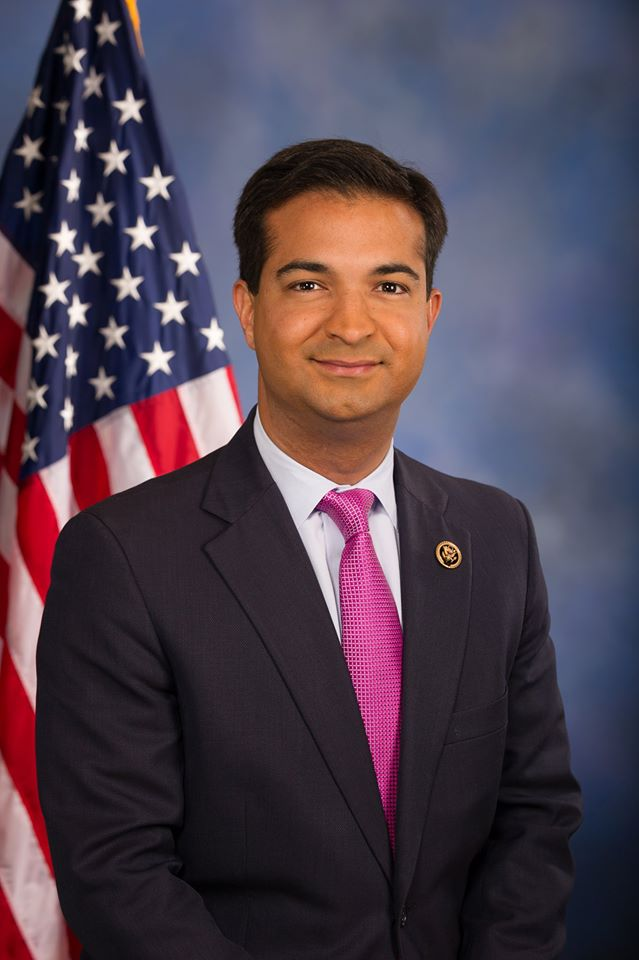
Carlos Curbelo (2015)

Carlos Curbelo (* 1. März 1980 in Miami, Florida) ist ein US-amerikanischer Politiker der Republikanischen Partei. Von 2015 bis 2019 vertrat er den 26. Kongresswahlbezirk Floridas im US-Repräsentantenhaus.

## Werdegang
Im Jahr 1998 absolvierte Carlos Curbelo die Belen Jesuit Preparatory School in Miami. Anschließend studierte er an der University of Miami. Danach betätigte er sich als privater Geschäftsmann. Zwischen 2009 und 2011 gehörte er dem Stab von US-Senator George LeMieux an.
Bei der Wahl 2014 wurde Curbelo im 26. Kongresswahlbezirk Floridas in das US-Repräsentantenhaus in Washington, D.C. gewählt, wo er am 3. Januar 2015 die Nachfolge des Demokraten Joe Garcia antrat, den er bei der Wahl mit 52 % gegen 48 % der Wählerstimmen geschlagen hatte. Er war Mitglied im United States House Committee on Education and the Workforce, im United States House Committee on Small Business und im United States House Committee on Transportation and Infrastructure. Außerdem saß er in insgesamt sieben Unterausschüssen.
Bei der Wahl 2016 wurde er bestätigt, bei der Halbzeitwahl von Donald Trumps Präsidentschaft im November 2018 unterlag er der Demokratin Debbie Mucarsel-Powell, die Gesundheitspolitik ins Zentrum ihres Wahlkampfs stellte. Er schied mit dem Ende des 115. Kongresses am 3. Januar 2019 aus.
Curbelo wurde als möglicher Bürgermeisterkandidat in Miami Dade genannt. Der Miami Herald berichtete im August 2019, Curbelo habe in den letzten beiden Jahren im Kongress knapp 400.000 US-Dollar seiner Wahlkampfspenden für die politische Beratung durch einen Geschäftsfreund ausgegeben, der über keine politische Erfahrung verfügte. Mit diesem habe Curbelo nach der Wahlniederlage ein Start-up-Unternehmen gegründet.

## Belege
1. ↑  Alex Daugherty: Curbelo’s campaign and office paid $390K to a friend who is now his business partner. In: The Miami Herald, 2. August 2019.

| Personendaten    | Personendaten               |
| ---------------- | --------------------------- |
| NAME             | Curbelo, Carlos             |
| KURZBESCHREIBUNG | US-amerikanischer Politiker |
| GEBURTSDATUM     | 1. März 1980                |
| GEBURTSORT       | Miami, Florida              |